# Roberto e Meirinho
Roberto e Meirinho é uma dupla brasileira de música sertaneja formada por Carlos Antônio de Carvalho, conhecido como Roberto, e Claudemiro Theotônio de Carvalho conhecido como Meirinho – filho do lendário Meirinho (Claudemiro Aparecido de Carvalho). A dupla original Roberto e Meirinho lançou vários álbuns e fez sucesso com músicas como “Tu tá cumeno vrido”, "Pé de Cedro", "A Saudade é Uma Pedra", "Paixão de um Homem", "Onde Está Você" e "São Tantas Coisas". Foi a primeira dupla da música sertaneja a romper fronteiras e apresentar-se no exterior, e a primeira a ser sucesso em todo Brasil.

## Carreira
Os irmãos iniciaram a carreira tocando bateria em bailes de sua cidade natal. Em 1973, Meirinho mudou-se para São Paulo a fim de seguir a carreira artística. Ao chegar, formou um trio com Tibagi e Miltinho, onde tocava sanfona. Também trabalhou em diversas casas noturnas. Logo em seguida, por insistência de Tião Carreiro, Roberto também se muda para São Paulo. 
Com a chegada do irmão, formam dupla e passam a ser apresentar em programas de rádios. Em uma dessas apresentações cantam a musica "Tu Tá Cumeno Vrido", se tornando um sucesso imediato. Devido ao sucesso eles participam de um LP com vários artistas intitulado "Linha Sertaneja Classe A", e a musica novamente faz enorme sucesso, sendo responsável pelas vendas em torno de 1 milhão de cópias do LP. 
Devido ao sucesso a dupla gravou em 1975 seu primeiro disco, onde a música “Tu Tá Cumeno Vrido” - que quase se tornou marcha de carnaval, fez com que as vendas chegassem a mais de 1 milhão de cópias, tornando a dupla a primeira a alcançar esse volume de vendas.
O sucesso da dupla os fez chegar ao cinema, onde fizeram parte do elenco do filme "O Menino da Porteira", de 1976 estrelado pelo cantor Sergio Reis, e uma das maiores bilheterias de todos os tempos no cinema brasileiro.
Nesse mesmo período a dupla recebe o apelido de “A Dupla Orgulho do Brasil”, sendo recebidos por multidões por onde se apresentavam.
Em 1980, o disco “Roberto e Meirinho Vol. 4” veio com mais sucessos com as músicas “A Noite do Nosso Amor”, “Sanfona Furada", "Fungado na Barra" e "Pranto Escondido”, fazendo o disco alcançar novamente a marca de 1 milhão e quatrocentos mil cópias. Em 1985 outros sucessos como “Lágrimas”, “Vamos Lá Pra Ver", "Tô Naquela que Jogaram na Geni", que deram a dupla dois discos de platina, e dois discos de ouro.
A história fabulosa da dupla foi interrompida em 29 de junho de 2002, com o falecimento do Meirinho. Após essa perda Roberto deu uma pausa na carreira e retomou as atividades em 2006 lançando dois trabalhos solo como Roberto Meirin em homenagem ao seu irmão.

Formação atual da dupla Roberto e Meirinho

Em 2007 após inúmeros pedidos e sugestões de amigos, Roberto forma dupla com seu sobrinho, Meirinho Jr.

## Discografia

### Meirinho
- Meirinho - 1965 - Compacto simples
- Meirinho - 1968 - Estou Feliz
- Meirinho - 1968 - O Principe da Sanfona
- Meirinho - 1970 - Compacto Simples
- Meirinho - 1971 - Compacto Simples
- Meirinho - 1972 - Xote Azul
- Meirinho - 1989 - Xote Azul - Vol. 2

### Roberto e Meirinho
- Roberto e Meirinho - 1974 Roberto e Meirinho
- Roberto e Meirinho - 1974 - As Mais Mais de Roberto e Meirinho
- Roberto e Meirinho - 1975 - Os Bichos Do Mato
- Roberto e Meirinho - 1977 - Forró No Escuro
- Roberto e Meirinho - 1977 - Sertanejos Classe “A”
- Roberto e Meirinho - 1978 - Os Bichos Do Mato
- Roberto e Meirinho - 1979 - A Dupla Orgulho Do Brasil
- Roberto e Meirinho - 1980 - Aguenta Coração
- Roberto e Meirinho - 1981 - Rodeio - Compacto Simples
- Roberto e Meirinho - 1982 - Motoqueiro Apaixonado - Compacto Simples
- Roberto e Meirinho - 1982 - Rodeio
- Roberto e Meirinho - 1985 - Roberto e Meirinho
- Roberto e Meirinho - 1987 - Os Bichos Do Mato
- Roberto e Meirinho - 1988 - No Ar Especial
- Roberto e Meirinho - 1990 - Jovem Guarda Sertaneja
- Roberto e Meirinho - 1993 - Nota 10
- Roberto e Meirinho - 1998 - Raízes Sertanejas
- Roberto e Meirinho - 1999 - San Francisco
- Roberto e Meirinho - 2002 - Roberto e Meirinho
- Roberto e Meirinho - 2008 - É Eu Bem - (Com Meirinho Jr)
- Roberto e Meirinho - 2014 - Os Amigos - Com Biro-Biro Show

### Como Roberto Meirin
- Roberto Meirin - 2006 - Voltei

## DVD
- Roberto e Meirinho - 2013 - 40 Anos De Historia - Ao Vivo

## Referencias
1. ↑  «Recanto Caipira». recantocaipira.com.br. Consultado em 12 de novembro de 2024
2. ↑  «Roberto e Meirinho». Dicionário Cravo Albin. Consultado em 12 de novembro de 2024
3. ↑  AdoroCinema, O Menino da Porteira, consultado em 12 de novembro de 2024
4. ↑  «Roberto & Meirinho». robertoemeirinho.com.br. Consultado em 12 de novembro de 2024
5. ↑  Oliveira, Daniella (30 de junho de 2022). «Emoção marca inauguração de praça em homenagem ao cantor Meirinho». Jornal A Tribuna Piracicaba. Consultado em 12 de novembro de 2024